# Pisonia capitata
Pisonia capitata (лат.) — вид древесных растений рода Пизония (Pisonia) семейства Никтагиновые (Nyctaginaceae). Культивируется как декоративное растение.

## Распространение
Вид встречается на северо-западе Мексики. В штате Сонора он распространён в Тихоокеанской низменности и биогеографических провинциях Соноры, в муниципалитетах Аламос, Гуаймас, Уатабампо, Масатан, Навохоа, Сан-Хавьер, Тепаче, Урес и Йекора, в тропических лиственных лесах и субтропических кустарниках, на уровне 600 метров над уровнем моря.
В американском штате Аризона имеется изолированная колония этого вида, которая находится на расстоянии 400 миль от ближайшей популяции Pisonia capitata в Соноре.

## Описание
Многолетние пышные кустарники и небольшие деревья высотой до 6 метров. Ветви плотные, раскидистые под прямым углом, обычно вооружены толстыми, загнутыми назад шипами длиной 7—14 мм. Шипы редко отсутствуют. Стебли изогнутые, в ранней молодости бархатистые, позже становятся тоньше и суше. Листовые пластинки широкообратно-яйцевидные или округлые, размером от 20 до 60 мм, от округлой до широкой формы, клиновидные у основания, редко коротко ворсинчатый сверху, густо ворсинчатый ниже, но становится гладким, вершина закругленная, редко подострая. Тычиночные соцветия почти шаровидные, плотные, диаметром 1—2 см. Пестичные соцветия при цветении густые, чуть шаровидные, с возрастом более открытые; ветви разветвленные или восходящие; плодоносящая цветоножка 0,5—2 см. Пестичное соцветие трубчатой формы, густо опушенное, 10-20 мм, разветвленные, каждая длиной 2-2,5 мм, поддерживается одним прицветником. Околоцветник тычиночных цветков темно-красный, ширококолокольчатый, 2—3 мм длиной, густой и короткий вязко-ворсинчатый; околоцветник пестичных цветков зеленоватый, часто с красным оттенком, 2—2,5 мм, густо опушенный. Цветонос 10-15 мм длиной, многоцветковые, цветоножки очень короткие. Плоды булавовидные 7—10 см, густо опушенные между желёзистыми ребрышками, желёзки простираются на всю длину плода.
Время цветения — зима, начало весны.

## Использование
Растения этого вида считаются декоративными из-за своих крупных кожистых листьев, пышной ветвистой кроны и ярких прицветников, которые привлекают насекомых-опылителей. Некоторые виды выращиваются как комнатные растения — особой популярностью в культуре пользуются пестролистные сорта.